# Historical Figures and Ancient Heads
Albums de Canned Heat
Live at Topanga Corral
(1971) The New Age
(1973)
Historical Figures and Ancient Heads est le huitième album du groupe de blues rock américain Canned Heat, sorti en 1971. Il s'agit du premier album du groupe sans Alan Wilson, décédé l'année précédente. Ce dernier est remplacé par Joel Scott Hill. Little Richard joue du piano sur Rockin’ WIth The King. On retrouve Tony de la Barreda à la basse, qui quitte le groupe avec Hill après cet album et sa tournée.

## Liste des pistes
1. Sneakin' Around (Jessie Mae Robinson) – 4:53
2. Hill's Stomp (Joel Scott Hill) – 3:03
3. Rockin' With the King (Skip Taylor, Richard Wayne Penniman) – 3:17
4. I Don't Care What You Tell Me (Charles Lloyd) – 3:58
5. Long Way from L.A. (Jud Baker) – 3:05
6. Cherokee Dance (Robert Landers) – 4:25
7. That's All Right (Jimmy Rogers) – 5:30
8. Utah (Canned Heat) – 8:25

## Personnel
Canned Heat
- Bob Hite – chant
- Henry Vestine – guitare
- Joel Scott Hill – guitare rythmique, chant (pistes 1 et 7), guitare (piste 2)
- Adolfo de la Parra – batterie, piano (piste 5)
- Antonio de la Barreda – bass

Musiciens supplémentaires
- Little Richard – piano et chant (piste 3)
- Clifford Salomon – saxophone (piste 3)
- Charles Lloyd – flûte (piste 4)
- Harvey Mandel – guitare soliste (piste 7)
- Ernest Lane – piano (piste 1)
- Kevin Burton – orgue (piste 4)
- Ray Bushbaum – piano (piste 7)

Production
- Produit par Skip & Jim Taylor